# Kycklingsköldpadda
Kycklingsköldpadda (Deirochelys reticularia) är en sköldpaddsart som beskrevs av  Pierre André Latreille 1801. Kycklingsköldpadda ingår i släktet Deirochelys, och familjen kärrsköldpaddor.
Kycklingsköldpadda förekommer i USA, i sydöstra Virginia, längs med atlantiska kustslätten i södra North Carolina, South Carolina, Georgia, Florida, gulfkusten i Alabama, Mississippi, Louisiana, östra Texas, Oklahoma, Arkansas och sydöstra Missouri.
Den är en sötvattenssköldpadda som lever vid både permanenta och temporära dammar, sjöar, diken och i våtmarker. Som fullvuxen kan en hona mäta upp till 25 centimeter. Hanarna är mindre och mäter upp till 15 centimeter. Ett kännetecken för arten är också att den har en lång hals.

## Underarter
Arten delas in i följande underarter:
- D. r. reticularia - förekommer öster om Mississippifloden
- D. r. chrysea - förekommer i Florida
- D. r. miaria - förekommer väster om Mississippifloden